# Advokát (kniha)
Advokát je šestnáctý román amerického spisovatele detektivních knih Michaela Connellyho, vydán byl v roce 2005. Představuje losangeleského obhájce Mickeyho Hallera, který je nevlastním bratrem Connellyho hlavního hrdiny detektiva Hieronyma "Harryho" Bosche.

## Děj knihy
Průměrně úspěšný právní obhájce Mickey Haller se pohybuje po celém okrese Los Angeles v autě Lincoln Town Car (proto originální název The Lincoln Lawyer), které řídí jeden jeho bývalý klient a odpracovává si tím své dluhy. Většinu Hallerových klientů představují gangsteři a drogoví dealeři, ale příběh této knihy se točí kolem neobvykle důležitého případu bohatého realitního makléře Louise Rouleta, který byl obviněn z napadení a pokusu o vraždu. Na začátku to vypadá, že je nevinný a vše na něj nastražila domnělá oběť zločinu.
Rouletovy lži a mnohá překvapivá odhalení změní Mickeyho pohled na případ a přinutí ho znovu se zabývat situací svého bývalého klienta Jesuse Menendeze. Ten se kvůli nepříznivým okolnostem přiznal k podobnému zločinu a odpykává si svůj trest ve státní věznici v San Quentinu.
Hallerovi se podaří Rouleta přelstít (poté, co zjistí, že se ve skutečnosti jedná o násilníka a vraha) aniž by při tom porušil etický kodex a zařídí nevinnému Menendezovi propuštění na svobodu. I nadále pak pokračuje ve své právní praxi, i když ho tento případ donutil k zamyšlení a k zpytování vlastního svědomí.

## Hlavní postavy
- Mickey Haller – právní obhájce
- Margaret McPhersonová – Hallerova bývalá manželka, státní zástupkyně
- Louis Ross Roulet – obviněný
- Ted Minton – žalobce v Rouletově procesu
- Jesus Menendez – bývalý Hallerův klient
- Dwayne Corliss – vězeňský práskač
- Reggie Campoová – údajná Rouletova oběť
- Martha Renteriaová – oběť vraždy v Menendezově případu
- Raul Levin – Hallerův vyšetřovatel a spolupracovník v Rouletově procesu
- Lorna Taylorová – Hallerova manažerka případů a bývalá manželka
- Cecil C. Dobbs – právník rodiny Rouletů
- Mary Windsorová – matka Louise Rouleta
- Detektiv Howard Kurlen – hlavní vyšetřovatel v případu Jesuse Menedeze
- Detectivové Lankford a Sobelová – policisté vyšetřující Levinovu vraždu

## Filmová adaptace
Filmová adaptace v hlavní roli s Matthew McConaugheym jako Mickey Hallerem a Marisou Tomeiovou jako Maggie McPhersonovou byla v kinech uvedena 18. března 2011. V českých kinech byl film promítán pod názvem Obhájce. Film režíroval Brad Furman na základě scénáře Johna Romana v produkci Stone Village Pictures. Distribuční práva na území USA vlastní společnost Lionsgate a mezinárodní distribuční práva vlastní společnost Lakeshore Entertainment.